# 中華民國筆會
中華民國筆會（英語：Taipei Chinese Center, P.E.N.），是國際筆會（International PEN）的分會之一。筆會自1930年正式成立至今，長期關注文學與藝術發展，致力於推動台灣與國際藝文人士之交流與合作，鼓勵創作，研究文藝理論，並譯介及編譯台灣作品，辦理文學沙龍等活動。

## 歷史
1922年，國際筆會聘請梁啟超及泰戈爾擔任亞洲區名譽會員。1926年，胡適赴英受倫敦總會接待。中華民國筆會於1928年11月，在中國上海成立，由林語堂、胡適、徐志摩等人發起。1930年11月16日，經總會通過正式成立，由蔡元培擔任首任會長。1937舉辦第九次大會，蔡元培因身體原因辭任會長，最終未選出新會長。7月盧溝橋事變，部分成員仍於重慶聚會。1938年，中國筆會在國際筆會第16屆大會上入選執行委員會。此後中國筆會活動逐漸停止，不過胡適於1941年被推選爲國際筆會戰時成立的五人主席團成員。 國民政府遷台後，國際筆會執行委員會於1958年通過筆會之復會申請，筆會定名為中華民國筆會（英文會名為Chinese P.E.N. Center)，由羅家倫擔任會長，設址於台北市。筆會歷任會長有蔡元培、張道藩、羅家倫、林語堂（1975年榮膺「國際筆會」總會副會長）、陳裕清、姚朋、殷張蘭熙（1990年榮膺「國際筆會」終身副會長）、余光中、朱炎、彭鏡禧、黃碧端、高天恩。 筆會會員包含作家、文學評論家、編輯人，翻譯家、媒體工作者等。

### 歷任會長
- 蔡元培（1930-1937）
- 張道藩（1957-1958）
- 羅家倫（1958-1969）
- 林語堂（1969-1973）
- 陳裕清（1973-1978）
- 殷張蘭熙（1978-1985）
- 余光中（1985-1999）
- 朱炎（1999-2006）
- 彭鏡禧（2006-2014）
- 黃碧端（2014-2019）
- 高天恩（2019-2022）
- 廖咸浩（2022-）

## 發行季刊
林語堂任會長期間，筆會於1972年9月創刊及發行英文刊物The Chinese PEN《中華民國筆會季刊》，譯介及刊出台灣文學創作，推廣至國際。2005年更名為The Taipei Chinese PEN 《當代台灣文學英譯》。截至2011年夏季號，已完成台灣文學作品之英譯計1,944篇，包含詩、散文、小說、藝術評介，介紹143位台灣當代藝術家，發行至120餘國家、地區。 2017年春季號起更名為The Taipei Chinese PEN—A Quarterly Journal of Contemporary Chinese Literature from Taiwan《台灣文譯》，新版由霍榮齡女士設計。 此筆會英文刊物截至2022年12月25日，已發刊203期，歷任主編有殷張蘭熙、齊邦媛、宋美璍、彭鏡禧、張惠娟、高天恩、梁欣榮。 另有筆會叢書，截至2022年11月，計有14類出版品，包含《當代台灣文學藝術系列》4冊、《台灣與馬來西亞短篇小說選》（中文、馬來文、英文版）等。

## 外部連結
- 中華民國筆會（页面存档备份，存于）